# Suchodoł (Burgas)
Suchodoł (bułg. Суходол) – wieś w Bułgarii, w obwodzie Burgas, w gminie Sredec. W 2023 roku liczyła 92 mieszkańców.